# Cẩm Sơn, Anh Sơn
Cẩm Sơn là một xã thuộc huyện Anh Sơn, tỉnh Nghệ An, Việt Nam.
Xã Cẩm Sơn có diện tích 27,79 km², dân số năm 1999 là 5.099 người, mật độ dân số đạt 183 người/km².